# Лига народностей Шан за демократию
Ли́га наро́дностей Ша́н за демокра́тию (бирм. ရှမ်းတိုင်းရင်းသားများ ဒီမိုကရေစီအဖွဲ့ချုပ်; сокр. ЛНШД) — политическая партия Мьянмы, основанная 26 октября 1988 года. Ведёт свою деятельность в интересах народа Шаны. ЛНШД стала крупнейшей партией шан в Ассамблее Союза после всеобщих выборов 2015 года. Партия является федеральной и имеет местные отделения в большинстве населённых пунктов штата Шан и ещё в нескольких городах других регионов, таких как Кая, Качин и Мандалай.
В отличие от других политических партий штата Шан, данная предпочитает федеративную систему с присутствием в 8 штатах, чтобы иметь равные политические права в верхней палате на основании Федеральных принципов 1961 года.

## Участие в выборах
| Выборы | Число мест                                                          | Примечание                                                  |
| ------ | ------------------------------------------------------------------- | ----------------------------------------------------------- |
| 2015   | 14 из 440 (Палата представителей) 3 из 224 (Палата национальностей) |                                                             |
| 2020   | 13 из 440 (Палата представителей) 2 из 224 (Палата национальностей) | Результаты выборов были отменены в ходе военного переворота |